# Oktober in Europa
Oktober in Europa ist ein Song der Antilopen Gang, der am 5. April 2024 veröffentlicht wurde. Er thematisiert den Terrorangriff der Hamas auf Israel vom 7. Oktober 2023 und die darauffolgende judenfeindliche Stimmung in Europa.

## Entstehungshintergrund
Hintergrund des Textes ist der Terrorangriff der Hamas auf Israel am 7. Oktober 2023, als bewaffnete Kämpfer der Terrororganisation Hamas auf israelisches Gebiet vordrangen und ein beispielloses Massaker größtenteils an der Zivilbevölkerung von 21 Kibbuzen begingen. Insgesamt wurden auf israelischer Seite 1139 Menschen getötet. Zudem wurde massiv geschlechtsspezifische Gewalt gegen Frauen verübt.
Die Band gab an, das Lied habe sich quasi von selbst geschrieben, nachdem sie eine seltsame Leerstelle wahrgenommen haben. Viele Künstler, die sonst schnell Haltung zeigen, hätten aus ihrer Sicht merkwürdig geschwiegen. Ihnen war es ein Anliegen, dies zu thematisieren.

## Musikstil und Inhalt
Der Song besteht aus drei Parts zu je 16 Zeilen, wobei die Verse unter Koljah, Panik Panzer und Danger Dan aufgeteilt werden. Dazu wird in der Hook der Songtitel „Oktober in Europa“ heruntergepitcht vorgetragen. Das dezente, düstere Streicher-Arrangement von Coen Strouken sowie die Klavierbegleitung ist weit im Hintergrund, um den Text eindringlicher wirken zu lassen. Der Rhythmus ist schleppend. Auf der Albumversion singt Sophie Hunger die Hook. Zudem ist ein wehklagendes „Es tut mir leid“ vorangestellt.
In der ersten Strophe thematisiert Koljah die jüdische Angst in Europa und nimmt Bezug auf die Sonnenallee sowie die Champs Élysées, wo das lyrische Du Angst hat, sich als Jude öffentlich zu zeigen. Thematisiert werden außerdem die antisemitischen Tendenzen, die Greta Thunberg im Zusammenhang mit dem Nahostkonflikt unterstellt wurden. Auch Olaf Scholz wird thematisiert, der sich sehr bestürzt zeige, dann aber Tee mit den Mördern trinke. Dies spielt vermutlich auf sein Zusammentreffen mit Tamim bin Hamad Al Thani an, den Emir von Katar und einen der Hauptunterstützer der Hamas.
In der zweiten Strophe nimmt Panik Panzer die Angst auf und berichtet aus deutschen Städten, bei denen aus Angst die Stolpersteine nicht mehr geputzt werden und jüdische Gestaltungsmerkmale entfernt werden. Auch Hamas-Propaganda per Graffiti oder ein kurzfristiger TikTok-Trend um einen 20 Jahre alten Brief von Osama bin Laden im November 2023 findet Erwähnung im Text.
Danger Dan übernimmt dann den letzten Part, eine wütende Anklage gegen die linke Szene, der er unterstellt, Judenhass zu verharmlosen und Hamas-Propaganda unter dem Schutzschild der Israelkritik zu verbreiten. Neben seinen eigenen Erlebnissen an der Roten Flora wird hier auch die internationale Perspektive aufgegriffen. Erwähnt wird die Elite-Universität University of California, Berkeley, an der unter anderem Judith Butler Professorin ist und an der es zu antisemitischen Übergriffen kam.

## Veröffentlichung
Das Lied wurde am 5. April 2024 über alle gängigen Streamingplattformen veröffentlicht. Es ist die erste Vorabauskopplung zum am 13. September 2024 veröffentlichten Album Alles muss repariert werden, dem siebten Album der Antilopen Gang. Das dazugehörige Video erschien auf YouTube und enthält ausschließlich den schwarzen Text des Liedes auf weißem Hintergrund. Die Kommentarfunktion ist deaktiviert. Hinzu gefügt wurde ein kleiner Text, der die Entstehung des Liedes und die Ohnmacht der drei Rapper angesichts eines erstarkenden Antisemitismus nach dem 7. Oktober 2023 thematisiert.

## Rezeption
Der Song wurde überwiegend als mutiges Lied zum Nahostkonflikt rezipiert. Fast alle Medien griffen das Lied auf, wobei auf besondere Verwunderung die positive Rezeption durch Medien des Axel-Springer-Verlages stieß. So lobte Welt-„Chefreporterin Freiheit“ Anna Schneider sowie WeltN24-Chefredakteur Ulf Poschardt das Lied auf X und die Bild widmete dem Lied eine Textanalyse und lobte es als Entlarven linker Doppelmoral und als „ein wahres und wichtiges Statement gegen Antisemitismus“. Die Band selbst äußert sich nicht zu der ungewohnten Unterstützung und auch nicht zur Kritik am Beifall von der falschen Seite, wie sie beispielsweise K.I.Z vortrugen.
Trotz der kanzlerkritischen Äußerungen teilte Wolfgang Schmidt, Chef des Bundeskanzleramts, den Song ebenfalls auf X und schrieb „Großartiges Lied der Antilopen Gang zum 7. Oktober und der Stimmung in Deutschland“. Kommentiert wurden die Aussagen im Video jedoch nicht.
Die Jüdische Allgemeine lobte vor allem, dass die Antilopen Gang „zu den ganz wenigen Künstlern [zählen], die sich überhaupt solidarisch äußerten. Nun haben sie mit ihren Versen die Lebensrealität von Jüdinnen und Juden in Europa wieder ins Bewusstsein gerufen.“
Kritik kam von Teilen des Publikums. So wird kritisiert, dass durch die Textzeile „Auch Greta hasst Juden“ der Antisemitismus-Begriff verwässert werde. Ebenso wurde die Textzeile „Zivilisten in Gaza sind Schutzschild der Hamas/Schutzschild der Nachfahr’n der Juden-Vergaser“ kritisch betrachtet. Die Zeile ist deutungsoffen und wurde missverständlich rezipiert. Unter anderem wurde der Band selbst Empathielosigkeit unterstellt. Lea Fauth warf in der Taz der Band vor, so den Holocaust zu relativieren. Die Band selbst äußerte sich später dazu und erklärte, die Textzeile würde sich auf die deutsche Linke beziehen, die die Zivilisten der Hamas als Schutzschild benutzen würde. Insgesamt sei der Text nicht als Anti-Palästina-Lied zu verstehen, sondern als eines über Schuldumkehr.
Der Text enthielt nach Meinung einzelner Kritiker Fehler beziehungsweise Unwahrheiten. So hatte sich gerade die von Danger Dan negativ erwähnte Rote Flora in Hamburg bereits Tage nach dem Terroranschlag gegen die Hamas gestellt. Negativ äußerte sich das außerdem linke, sozialistische Magazin Jacobin, das vor allem meint, Polemik und Provokation der Linken im Text zu erkennen.
Die Band reagierte in einem vier Monate nach Erscheinen des Stücks veröffentlichten Interview im Spiegel erfreut darüber, mit dem Song viele Menschen erreicht und viel Zuspruch, insbesondere aus der jüdischen Community, erhalten zu haben. Das würde auch den teilweisen Shitstorm, den sie auf X erhalten hatten, relativieren.